# El capitán Alatriste
El capitán Alatriste es el título del primer libro de la colección Las aventuras del capitán Alatriste, escrito por el novelista español Arturo Pérez-Reverte en conjunción con su hija Carlota. La novela es una historia verosímil, en la que muchos de los acontecimientos ocurrieron de verdad.
Ambientada en el Madrid del siglo XVII, en el Siglo de Oro español (llamado así por la posición cultural del país), narra las aventuras del personaje principal, Diego Alatriste y Tenorio, junto con su paje Íñigo Balboa.

## Personajes
- Diego Alatriste y Tenorio, El Capitán Alatriste
- Íñigo Balboa y Aguirre
- Francisco de Quevedo
- Martin Saldaña
- Álvaro de la Marca, Conde de Guadalmedina.
- Conde-Duque de Olivares
- Fray Emilio Bocanegra
- Luis de Alquézar
- Angélica de Alquézar
- Gualterio Malatesta
- Caridad la Lebrijana
- Diego Velázquez
- Felipe IV de España
- Carlos I de Inglaterra
- Duque de Buckingham

Se trata de una novela ambientada en el siglo XVII, en pleno siglo de Oro. El protagonista viene de la guerra de Flandes y se encuentra un Madrid que no esperaba.